# Expédition néerlandaise à Alger (1624)
En 1622, les Provinces-Unies et la Régence d'Alger ont conclu un traité de paix. Les Algériens n'ont pas respecté cet accord. En réponse, les Néerlandais ont lancé une expédition punitive pour les sanctionner.

## Contexte
Entre 1613 et 1622, les corsaires barbaresques algériens étaient très actifs en mer Méditerranée. Ils attaquèrent de nombreux navires néerlandais, ce qui irrita à la fois les États généraux du royaume des Pays-Bas et l’ensemble des marchands néerlandais, qui s’enrichissaient durant le Siècle d'or néerlandais. Après une trêve de douze ans entre les Néerlandais et les Espagnols, les Néerlandais cherchèrent à former des alliances avec plusieurs pays d’Afrique du Nord contre l’Espagne. Lorsqu’ils conclurent finalement un traité de paix en 1622 après la guerre barbaro-néerlandaise (1618–1622), les Algériens ne respectèrent pas l’accord et continuèrent d’attaquer les navires néerlandais, provoquant la frustration des Néerlandais face aux pirates barbaresques algériens. Ainsi, le vice-amiral néerlandais Mooy Lambert (en) reçut des instructions des États généraux du royaume des Pays-Bas pour lancer une expédition punitive contre les Algériens.

## Expédition
Le vice-amiral Lambert arriva à l’entrée du port d’Alger avec un grand nombre de corsaires algériens qu’il avait capturés et vaincus sur son chemin. Il ancra son escadre dans le port et envoya un message à Mourad Pacha, exigeant la libération immédiate de tous les esclaves néerlandais ainsi que la restitution de tous les navires, cargaisons et marchandises capturés.
Lambert menaça d’exécuter tous les officiers et marins algériens qu’il avait faits prisonniers si le pacha ne se pliait pas à ses exigences. Pensant que Lambert bluffait, le pacha refusa. En réponse, Lambert fit pendre tous les captifs algériens présents sur son navire et noya ceux qui ne pouvaient être pendus faute de place. Il repartit ensuite en mer avec les corps des captifs algériens exposés sur son navire, ce qui plongea la population d’Alger dans l’horreur.
La ville fut secouée par des cris de lamentation et un tumulte éclata aux portes du palais du pacha. Ce dernier et ses officiers n’eurent pas le temps d’évaluer pleinement les conséquences de cet événement, car peu après, ils virent l’escadre de Lambert revenir avec une nouvelle cargaison de corsaires capturés et leurs équipages.
Lambert jeta l’ancre une nouvelle fois dans le port et réitéra ses exigences, accompagnées des mêmes menaces. Cette fois, le pacha céda immédiatement, il libéra tous les captifs néerlandais et restitua les biens néerlandais saisis. Cependant, Lambert ne rendit pas les Algériens qu’il avait capturés. Il les emmena avec lui en République néerlandaise, et leur sort une fois arrivés là-bas demeure inconnu.